# Бялкі-Гурне
Бялкі-Гурне (пол. Białki Górne) — село в Польщі, у гміні Уленж Рицького повіту Люблінського воєводства.
Населення — 166 осіб (2011).

## Демографія
Демографічна структура станом на 31 березня 2011 року:
|          | Загалом | Допрацездатний вік | Працездатний вік | Постпрацездатний вік |
| -------- | ------- | ------------------ | ---------------- | -------------------- |
| Чоловіки | 82      | 9                  | 61               | 12                   |
| Жінки    | 84      | 8                  | 47               | 29                   |
| Разом    | 166     | 17                 | 108              | 41                   |